# Briegeria
Briegeria là một chi thực vật có hoa trong họ, Orchidaceae.